# Centrum Królewska w Warszawie
Centrum Królewska – 14-kondygnacyjny budynek biurowy znajdujący się przy ul. Marszałkowskiej 142 w Warszawie. 

## Opis
Budynek został zbudowany w latach 1999–2002 według projektu pracowni Kuryłowicz & Associates w miejscu znajdującego się w tym miejscu w latach 1976−1999 budynku Orbisu. 
W 2018 roku elewacja budynku została wymieniona; zastąpiono kamienne płyty nowym materiałem − spiekiem ceramicznym.
W budynku siedzibę mają m.in. Ambasada Danii, Ministerstwo Sportu i Turystki oraz Santander Bank Polska.

## Nagrody i wyróżnienia
- 2003: wyróżnienie na konferencji zorganizowanej pod hasłem: Inteligentny Budynek – realizacja potrzeb inwestorów i użytkowników[1]
- 2003: zdobywca Nagrody Specjalnej Stowarzyszenia Producentów Betonu Towarowego w ramach plebiscytu Polski Cement w Architekturze[8]
- 2004: zdobywca nagrody Życie w Architekturze w kategorii Ulubieniec Warszawy 2002–2003 (plebiscyt mieszkańców Warszawy)[9]